# Panč
Panč je slovenski festival stand up komedije, ki se odvija od leta 2008 vsako leto na ljubljanskem gradu v Ljubljani.
Festival je nastal pod vodstvom dveh organizatorjev - komikov, Andreja Težaka Teškyja in Tina Vodopivca, leta 2008. Deseta izdaja, prva s petimi tematskimi večeri, je privabila 5000 obiskovalcev.